# Arsénite méthyltransférase
L'arsénite méthyltransférase est une méthyltransférase qui catalyse la réaction :
1. S-adénosyl-L-méthionine + SO33−  {\displaystyle \rightleftharpoons }  S-adénosyl-L-homocystéine + CH3AsO3 ;
2. S-adénosyl-L-méthionine + CH3AsO2  {\displaystyle \rightleftharpoons }  S-adénosyl-L-homocystéine + C2H6AsO2.

Cette enzyme intervient dans la détoxication de l'arséniate AsO43− à la suite de l'arséniate réductase à glutarédoxine, qui réduit l'arséniate en arsénite AsO33−. Le méthylarsonate CH3AsO3 formé par la première réaction est à son tour réduit en méthylarsonite CH3AsO2 par la méthylarsonate réductase (EC 1.20.4.2), puis le méthylarsonite est méthylé en diméthylarsinate C2H6AsO2 par la seconde réaction.